# Haerpfer-Erman
Haerpfer-Erman est le nom pris par la Manufacture lorraine des Grandes Orgues située à Boulay-Moselle, dans le département de la Moselle, après la Seconde Guerre mondiale.

## Historique
La Manufacture lorraine des Grandes Orgues, anciennement Dalstein-Haerpfer, changea de nom en 1946 lorsque, dirigée par Walter Haerpfer (1900-1975), celui-ci s'associa à Pierre Erman (1913-1990). Haerpfer-Erman signa après guerre un nombre important d'instruments, soit neufs, soit restaurés. L'activité a été particulièrement liée aux dommages de guerre (Frédéric Haerpfer, père de Walter, était devenu expert chargé après guerre d'estimer les pourcentages de destruction). Depuis 1975 et jusqu'à son décès en 1999, l'entreprise a été dirigée par Théo Haerpfer, Pierre Erman partant à la retraite en 1978.
Elle a construit sous la direction de ce dernier, une trentaine d'orgues et restauré plus d'une vingtaine, principalement sous l'esthétique néoclassique. Cela porte le bilan de l'ensemble de la dynastie depuis 1863 à environ 550 instruments construits.
Depuis les années 2000, le site est pressenti pour accueillir un musée de la facture d'orgues.

## Œuvres caractéristiques
- Ailly-sur-Noye (Somme) : Église Saint-Martin, orgue de tribune ;
- Amiens (Somme) : Église Saint-Martin, orgue de tribune, 1959 ;
- Amiens (Somme) : Église Saint-Rémi, restauration e l'orgue de tribune, 1959 ;
- Pont-l'Évêque (Calvados) : Église Saint-Michel, orgue, 1955 ;
- Saint-Quentin (Aisne) : reconstruction de l'orgue de tribune de la basilique de Saint-Quentin, 1967 ;
- Paris : Eglise Saint-Germain des Prés, 1973 ;
- Restauration des orgues de la Cathédrale Saint-Sacerdos de Sarlat (Dordogne) et de la Cathédrale Notre-Dame-de-l'Annonciation de Nancy (Meurthe-et-Moselle) ;
- Restauration-restitution de l'orgue de tribune de l'abbaye de Valloires (Somme) par Théo Haerpfer, 1993.

## Sources et liens externes
- http://orgues-normandie.com/orgue_normand/PDF/Orgue_Normand_34_4447.pdf
- Eric EISENBERG, « Les orgues alsaciens de la maison Dalstein-Haerpfer de Boulay », sur decouverte.orgue.free.fr (consulté le 20 mai 2023)
- « Encyclopédie Larousse en ligne - Haerpfer Erman », sur larousse.fr (consulté le 13 août 2020)
- L'Orgue francophone, Cahier hors-série N° 1, juillet 1988